# HD 34968
Désignations
HD 34968, également désignée HR 1762, est une étoile binaire de la constellation australe du Lièvre, située à mi-chemin entre Beta Leporis (Nihal) et Epsilon Leporis. Elle est visible à l'œil nu avec une magnitude apparente combinée de 4,69. D'après la mesure de sa parallaxe annuelle par le satellite Gaia, le système est distant d'environ 128 pc (∼417 al) de la Terre. Il s'éloigne actuellement du Système solaire à une vitesse radiale de +31 km/s, après avoir fait son approche minimale il y a 3,7 millions d'années, où il était distant de seulement environ 36,4 pc (∼119 al).

## Propriétés
Sa composante primaire, désignée HD 34968 A, est une étoile de magnitude 4,73. Houk et Smith-Moore (1988) l'ont classée comme une étoile blanche de la séquence principale ordinaire de type spectral A0 V. Gray et Garrison (1987) l'ont quant à eux classée comme une géante bleue plus évoluée de type spectral B9,5 III, notant que son spectre est légèrement variable. L'étoile apparaît être à la fin de sa vie sur la séquence principale. Elle est 3,34 fois plus massive que le Soleil et son rayon est deux fois plus grand que le rayon solaire. L'étoile tourne sur elle-même à une vitesse de rotation projetée de 84 km/s. Elle est 245 fois plus lumineuse que le Soleil et sa température de surface est de 10 046 K.
HD 34968 A est répertoriée comme une variable suspectée de faible amplitude, variant entre la magnitude apparente de 4,67 et 4,72 selon une période indéterminée. Ce pourrait être une étoile de type B à pulsation lente (SPB).
La composante secondaire, HD 34968 B, est une étoile de magnitude 8,45, qui en 2016, était localisée à une distance angulaire de quatre secondes d'arc et à un angle de position de 279° de HD 34968 A.